# لیم سان دونگ
لیم سان دونگ (انگلیسی: Lim Sun-dong؛ زادهٔ ۴ اوت ۱۹۷۳) بازیکن بیس‌بال اهل کره جنوبی است.